# Antocha monticola
Antocha monticola là một loài ruồi trong họ Limoniidae. Loài này được phát hiện ở miền Tân bắc và Neotropic.